# Platysoma cylindricum
Platysoma cylindricum är en skalbaggsart som först beskrevs av Gustaf von Paykull 1811.  Platysoma cylindricum ingår i släktet Platysoma och familjen stumpbaggar. Inga underarter finns listade i Catalogue of Life.